# Halaelurus natalensis
Halaelurus natalensis és una espècie de peix de la família dels esciliorrínids i de l'ordre dels carcariniformes.

## Morfologia
- Els mascles poden assolir 45 cm de longitud total.[1][2]

## Hàbitat
És un peix marí de clima subtropical que viu entre 0-172 m de fondària.

## Distribució geogràfica
Es troba a Sud-àfrica: des del Cap Agulhas fins a East London.